# Derroll Adams
Derroll Lewis Thompson est un musicien folk, banjoïste, né le 27 novembre 1925 à Portland dans l'État de l'Oregon, et mort le 6 février 2000. Toute sa vie, Derroll a donné des concerts, payés ou pas, dans des églises, sur demande, invitation, assurant un concert en soliste ou assurant les premières parties d'artistes locaux qui l'ont sollicité, dans les plus grandes villes comme dans les lieux les plus intimistes. Il joua en concert partout en Europe, mais plus particulièrement en Belgique : dans une église à Loverval (1962), lors du second festival folk de Dranouter en 1976 (où il retourna en 1991), à Ypres, Bredene, partageant l'affiche avec Pete Seeger, entre autres. 

## Biographie
Son père, Ernest Raymond Thompson, tailleur de pierre fine et jongleur de formation, était alcoolique et violent avec sa femme, qui le quitte pour un autre, George Irwin Adams : celui-ci reconnut Derroll comme son fils et lui donna son nom. La Seconde Guerre mondiale éclate alors que Derroll n'avait que seize ans, et Derroll sert cinq mois dans l'armée américaine, et fait partie à son retour des San Francisco US Coast Guard (Compagnie des Garde-côtes) dans la marine.
Après ces cinq mois dans l’armée, il revient à Portland, et entame des études d'arts au Reed College dans l'espoir de devenir artiste peintre. Il rencontre là Adeline, l’épouse en 1943, qui lui donne un fils, Scott, puis poursuit ses études jusqu'à l’âge de vingt ans. En 1946, il épouse en secondes noces Lorene qui le rend père de Marc et Deborah. C'est à la même époque que sa mère lui achète son premier banjo ; il apprit l’instrument en autodidacte, fait la connaissance de Pete Seeger, qui lui apprend à accorder son banjo, dont il devient ami, et qui le présente à Jim Garland (en), chanteur engagé, piliers de la chanson syndicaliste. Derroll apprend le yoga et l’art Zen, et s’engage politiquement pour le Parti Progressiste. En parallèle avec divers métiers, il reste musicien et progresse en autodidacte. Il tombe dans l'alcoolisme, devient musicien ambulant, voyageant sur la côte Ouest des États-Unis, et rencontre Ramblin' Jack Elliott en 1954 à Los Angeles - il habite Hollywood à l'époque. Tout comme il l’a fait avec Bob Dylan, Jack Elliott engagera Derroll à faire partie de ses concerts à travers les États-Unis. Près du Canyon de Topanga, dans la région de Los Angeles, il  s'engage dans une organisation, World Folk Artists avec Odetta, Cisco Houston et Woody Guthrie. Victime du maccarthysme, roué de coups pour ses idées, il décide de ne plus retourner en Amérique ; en 1956, Derroll épouse Elisabeth, sa troisième femme. La même année, Jack Elliott se marie, quitte le pays pour l’Europe, invite Derroll à les rejoindre ; en février 1957, ils habitent à trois avec June, la femme de Jack. Restés très amis, Jack et Derroll enregistrent des albums, participent à des projets communs, dont le duo Cowboys, qui se représenta lors de l'Exposition Universelle de Bruxelles de 1958 dans le Pavillon américain. Le projet suivant portait le nom de Rambling Boys. La légende veut que Derroll et Elliott avaient l'habitude d'entrer en studio avec tout ce qu'ils avaient (whisky, idées pour des chansons ou autres) et qu'ils enregistraient de manière spontanée, selon le sentiment du moment. Derroll a mené de ce fait une carrière irrégulière, avec des fortunes inégales.
Les deux musiciens commencèrent une longue tournée, enregistrant à Londres, Paris et Milan. Sa carrière l'amène à rencontrer de nombreux musiciens, qui deviennent des amis : Hamish Imlach ; Tucker Zimmerman, qu'il engage comme pianiste en studio et sur scène ; Roland Van Campenhout, qu'il engage comme guitariste ; Happy Traum, Bert Jansch, Hans Theessink, John Renbourn, Jacqui McShee, et surtout Isabelle en France, avec qui il travaille comme chef-décorateur : il l'épouse à Bruxelles en 1958, et elle lui donna deux enfants, Vincent et Catherine. Derroll ne reviendra plus sur le continent américain, se séparant de Jack en 1959. À l'occasion d'une session d'enregistrement, ils partent pour l'Angleterre ; Jack rentre en Amérique, Derroll reste sur place, habitant ensuite en France, en Belgique.
Chanteur de cafés, de rue, fréquentant les scènes de l'époque folk des années 1960, on le verra jouer aux côtés de Donovan et Bob Dylan, lors de sa première tournée en Angleterre : c'est à lui et Bob Dylan que Donovan doit sa reconnaissance par le public. En Allemagne, Derroll se fit connaitre en participant aux Internationalen Essener Songtage de Essen en 1968. Il épouse Danny Adams-Levy en 1970, grâce à qui il recouvre la santé, et la vie, vainquant son alcoolisme grâce à elle. Elle fut la dernière compagne de sa vie, et ensemble ils eurent une fille, Rebecca. En 1976, il accompagne Donovan aux États-Unis pour une tournée. Invité récurrent à l'affiche du Tønder Folk Festival au Danemark jusqu'à la fin de la décennie de 1980, sa carrière se poursuit de grands concerts en scènes de cafés. En 1990, il retrouve Ramblin' Jack Elliott à Courtrai lors du concert pour fêter ses soixante-cinq ans ; à l'été 1991, il part en tournée aux Pays-Bas, en Belgique et en Allemagne. À partir de cette époque, sa santé se dégrade, et il est plusieurs fois hospitalisé, jusque son décès, d'un cancer de l'œsophage, en 2000.
Petit homme râblé, doté d'une grosse voix très reconnaissable, il jouait sur un banjo qu'il accordait à sa manière. Il reste reconnu pour les personnes qu'il a influencées plutôt que pour son travail. Derroll s'est également intéressé à la peinture ; certaines de ses œuvres ont fait l'objet d'une exposition qui se tint du 14 mars au 14 avril 2011 à La Patine, bar à vin anversois, ou encore à La Fleur en Papier Doré de Bruxelles à la fin de 2011.

## Discographie

### Projets Solo
- Portland Town, reprise par Joan Baez, Marianne Faithfull, Them (1967)
- Feelin’ Fine (1972)
- Movin’ on (1974)
- Along the way (1977)
- Derroll Adams LIVE (1994)
- Songs Of The Banjoman (1997)
- Banjoman - a tribute to Derroll Adams (Blue Groove BG-1420) (2002)

### AvecRamblin' Jack Elliott
- 1957 : The Rambling Boys
- 1963 : Roll On Buddy
- 1965 : More Pretty Girl than One[10]
- 1969 : Folkland Songs
- 1969 : Riding in Folkland
- 1975 : America